# Ioan Mihaila
Ioan Mihaila (ur. 7 stycznia 1988 w Vatra-Dornei) – rumuński wioślarz.

## Osiągnięcia
- Mistrzostwa Świata Juniorów – Banyoles 2004 – ósemka – 1. miejsce[1].
- Mistrzostwa Świata Juniorów – Brandenburg 2005 – czwórka bez sternika – 1. miejsce[1].
- Mistrzostwa Świata Juniorów – Brandenburg 2005 – ósemka – 3. miejsce[1].
- Mistrzostwa Świata Juniorów – Amsterdam 2006 – czwórka ze sternikiem – 1. miejsce[1].
- Mistrzostwa Świata Juniorów – Amsterdam 2006 – ósemka – 6. miejsce[1].
- Mistrzostwa Świata U-23 – Glasgow 2007 – czwórka podwójna – 12. miejsce[1].
- Mistrzostwa Europy – Poznań 2007 – czwórka bez sternika – 11. miejsce[1].